# Florian Kranzmann
Florian Kranzmann (* 9. September 2002 in Bielefeld) ist ein deutscher Handballspieler. Der Linksaußen spielt aktuell für GWD Minden in der Bundesliga.

## Werdegang
Florian Kranzmann begann mit dem Handball im Alter von drei Jahren beim SV Brackwede, die kurze Zeit später mit anderen Vereinen aus dem Bielefelder Süden die Spielgemeinschaft JSG Bielefeld-Süd bildete. Als C-Jugendlicher wechselte Kranzmann zum GWD Minden, wo er in der A-Jugend-Bundesliga spielt. Ab November 2019 trainierte Kranzmann bereits regelmäßig mit der Bundesligamannschaft und gab noch im selben Monat sein Bundesligadebüt im Auswärtsspiel bei der HSG Wetzlar. Seit der Saison 2021/22 gehört er fest dem Profikader an. Mit Minden trat er 2023 den Gang in die Zweitklassigkeit an und kehrte zwei Jahre später wieder in die Bundesliga zurück.
Er gewann mit der deutschen Jugendnationalmannschaft die Goldmedaille bei der U-19-Europameisterschaft 2021. Mit der Juniorennationalmannschaft wurde er bei der U-21-Weltmeisterschaft 2023 in Deutschland und Griechenland Weltmeister.